# Lett labdarúgócsapatok listája
Ebben a listában az összes lett labdarúgócsapat szerepel, osztály szerint rendezve.

## LMT Virslīga
- SK Blāzma (Rēzekne)
- FC Daugava (Daugavpils)
- FK Jaunība (Riga)
- FK Jelgava (Jelgava)
- FK Jūrmala-VV (Jūrmala)
- SK Liepājas Metalurgs (Liepāja)
- JFK Olimps/RFS (Riga)
- Skonto FK (Riga)
- FC Tranzit (Ventspils)
- FK Ventspils (Ventspils)

## 1. līga
- FK Auda (Ķekava)
- FK Daugava (Riga)
- BFC Daugava-2 (Daugavpils)
- FB Gulbene-2005 (Gulbene)
- FK Jelgava-2 (Jelgava)
- FC Jūrmala (Jūrmala)
- FK Kuldīga (Kuldīga)
- SK Liepājas Metalurgs-2 (Liepāja)
- FS Metta/LU(Rīga)
- FK Spartaks (Jūrmala)
- FK Tukums-2000 (Tukums)
- Valmiera FK (Valmiera)

## 2. līga

### Kurzemes zona
- COLDGEL/Varavīksne (Liepāja)

### Latgales zona
- FK Ilūkste (Ilūkste)
- ? JRC/JRSS Jēkabpils (Jēkabpils)
- Jēkabpils RSS/SC-2 (Jēkabpils)
- FK Kalupe (Kalupe)
- FK Pļaviņas DM (Pļaviņas)
- ? Preiļu BJSS (Preiļi)
- Preiļu BJSS 2 (Preiļi)

### Rīgas zona
- FK Daugava-2
- FK Dinamo/LFKA
- FK Latvijas Universitāte
- FK Rīnuži
- FK Rīgas Satiksme
- RFS Flaminko
- FK Sakret/Mantija
- FK Viesulis

### Vidzemes zona
- FK Abuls (Smiltene)
- FK Alberts (Rīga)
- FK Aizkraukle (Aizkraukle)
- Staiceles "Bebri"/VJFC (Staicele)
- FK Fortuna
- FK Gauja
- Ogres SC/FK-33 (Ogre)
- FK Priekuļi (Priekuļi)
- BFS Ropaži (Ropaži)
- SK Upesciems (Upesciems)
- FK Valka (Valka)
- Valmieras FK-2 (Valmiera)

### Zemgales zona
- FK Auda/Ķekava (Ķekava)
- Bauskas rajona BJSS (Bauska, Iecava)
- JFC Dobele/Spartak (Dobele)
- FK Jelgava-2 (Jelgava)
- FK Jelgava/BJSS (Jelgava)
- FK Ozolnieki (Ozolnieki)
- FK Tukuma brāļi (Tukums)
- FK Lāse/Tērvete (Dobeles rajons)

### Ziemeļaustrumu zona
- FK Balvu Vilki/Mārupe (Balvi)
- FB Gulbene 2005 (Gulbene)
- FB Gulbene/Juniors (Gulbene)
- Ludzas r.SS/Zilupe/Kārsava (Ludzas rajons)
- FK Madona/Kvarcs (Madona)
- Ozoli AZ/Jaunlaicene (Jaunlaicene, Jaunlaicenes pagasts)

## Egyéb klubok
- FK Kauguri/PBLC (Jūrmala)
- FK Pārdaugava (Riga)
- FK Rīga (Riga)
- FK Skonto/Metāls (Riga)
- FK Venta (Ventspils, Kuldīga)
- FK Vindava (Ventspils)
- FK Ādaži/SVPDD (Ādaži)
- Dinaburg FC (Daugavpils)
- FK Dinamo-Rīnūži/LASD (Riga)
- Eliza (Riga)
- FK Elvi (Kuldīga)
- FK Eurobaltija (Riga)
- EC Jerinulis (Jugla)
- FK Hemat/Mantija (Carnikava)
- Latvijas finieris (Riga)
- LFKA/Viktorija (Riga)
- FK Ofriss (Riga)
- FK Olaine (Olaine)
- FK Saldus FK/Brocēni (Saldus)
- FK Vangaži/R.R.birojs (Vangaži)
- FK Viki NS (Ķekava)
- FK Zibens/Zemessardze (Ilūkste)

## Fordítás
- Ez a szócikk részben vagy egészben  a   Latvijas futbola klubi című lett Wikipédia-szócikk fordításán alapul.  Az eredeti cikk szerkesztőit annak laptörténete sorolja fel. Ez a jelzés csupán a megfogalmazás eredetét és a szerzői jogokat jelzi, nem szolgál a cikkben szereplő információk forrásmegjelöléseként.